# 미국 공군의 항공사단 목록
다음은 미국 공군의 항공사단 목록이다.

## 목록

### 서수 항공사단

서수 항공사단의 목록
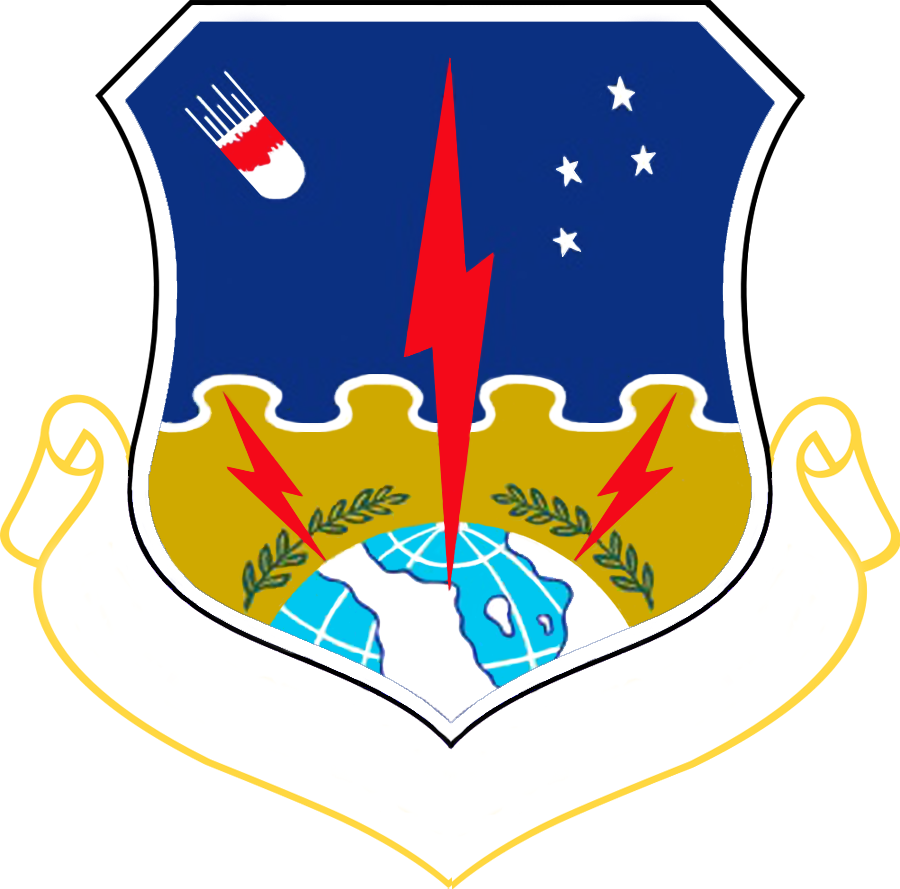
제1전략항공우주사단
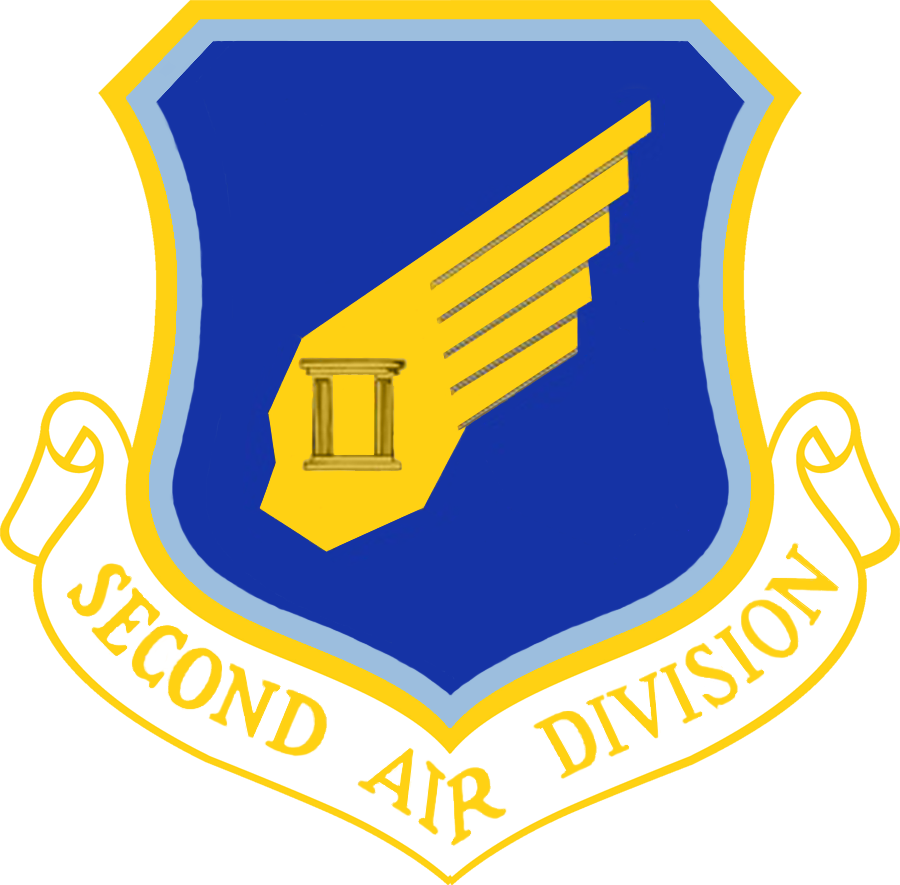
제2항공사단
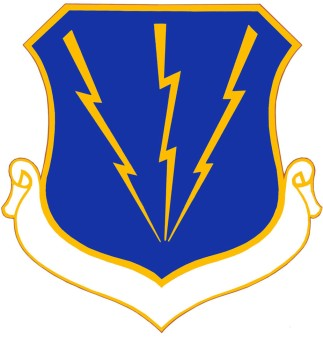
제3항공사단
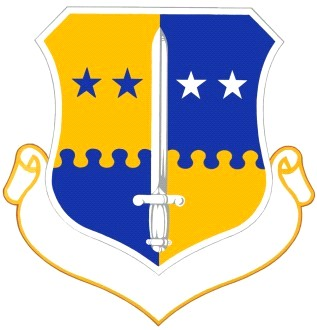
제4항공사단
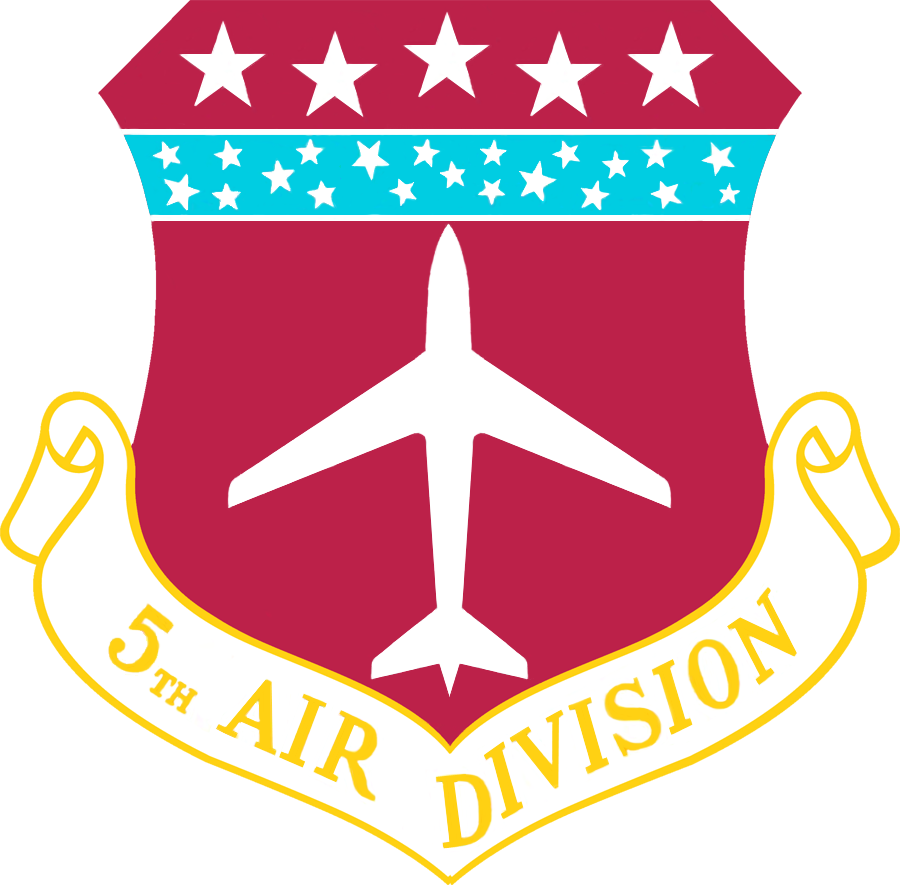
제5항공사단
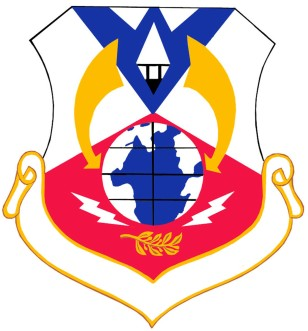
제6항공사단
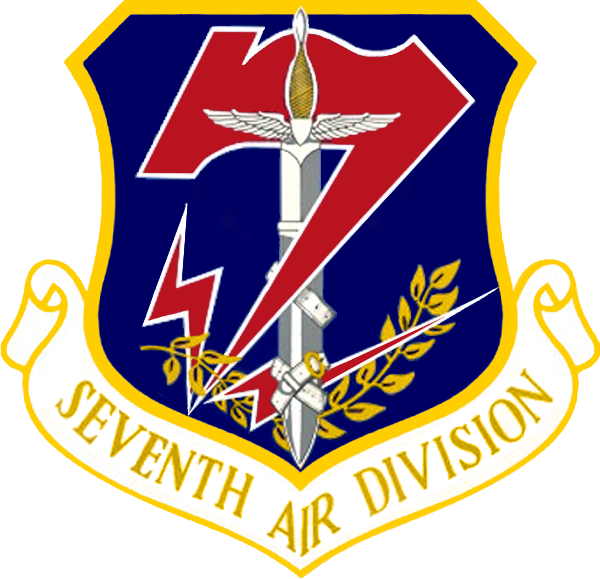
제7항공사단
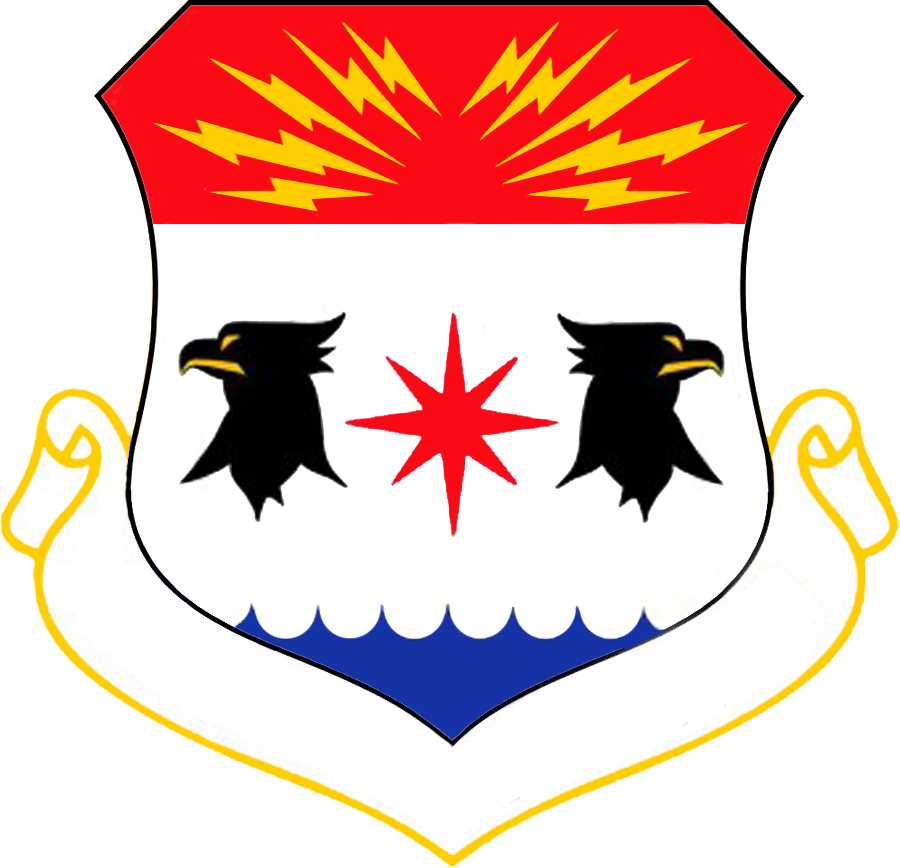
제8항공사단
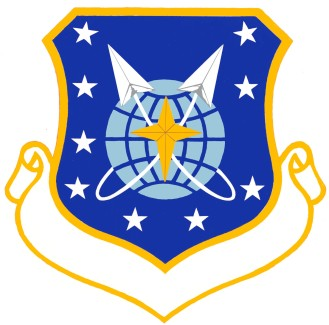
제9우주사단
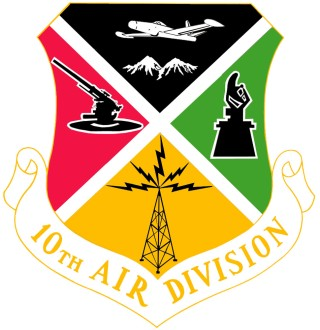
제10항공사단
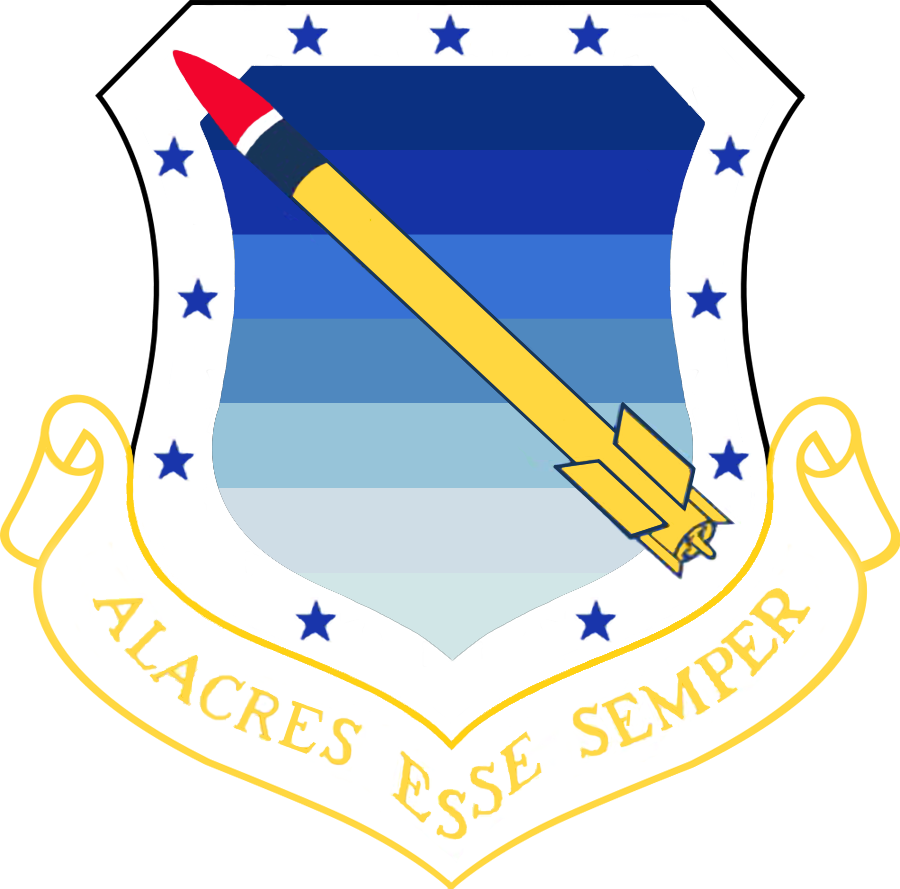
제11항공사단
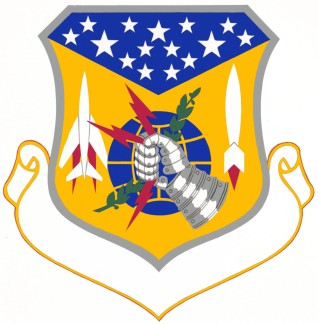
제12항공사단
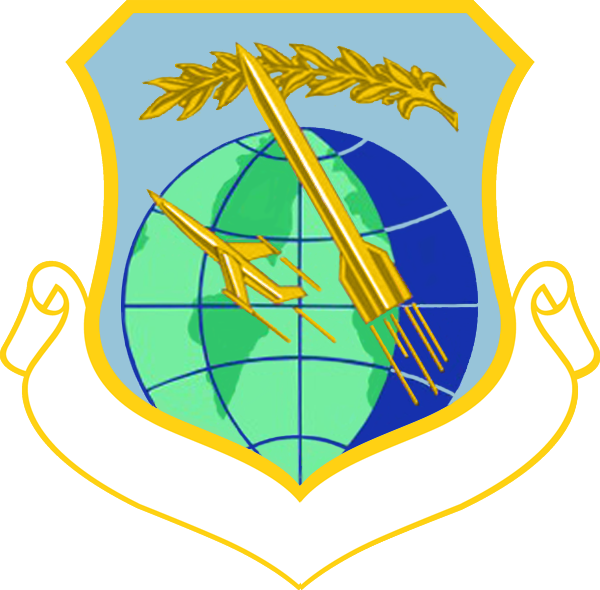
제13전략미사일사단
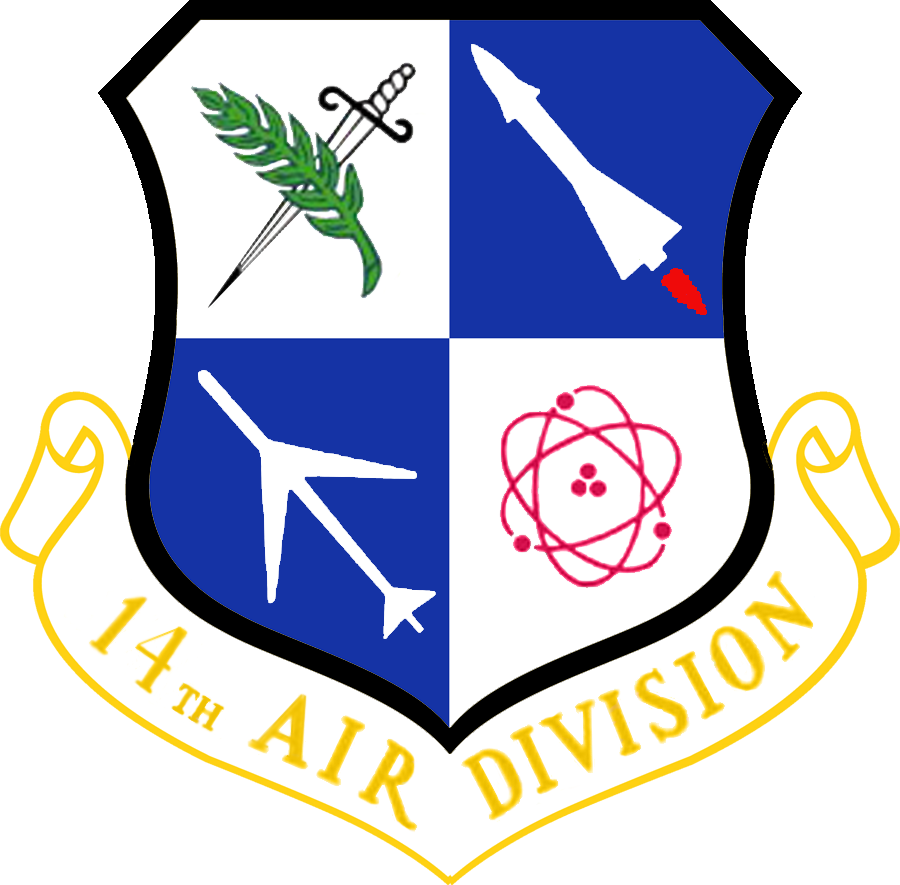
제14항공사단
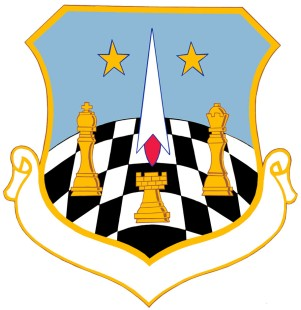
제17항공사단
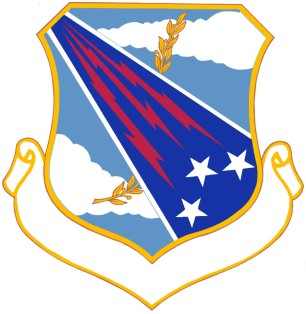
제18전략항공우주사단
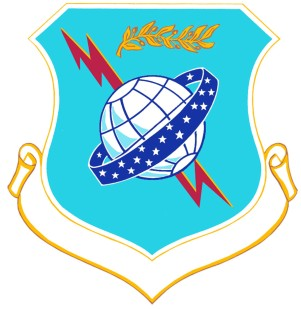
제19항공사단
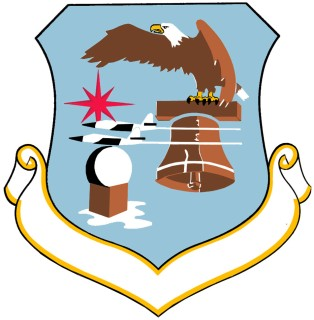
제20항공사단
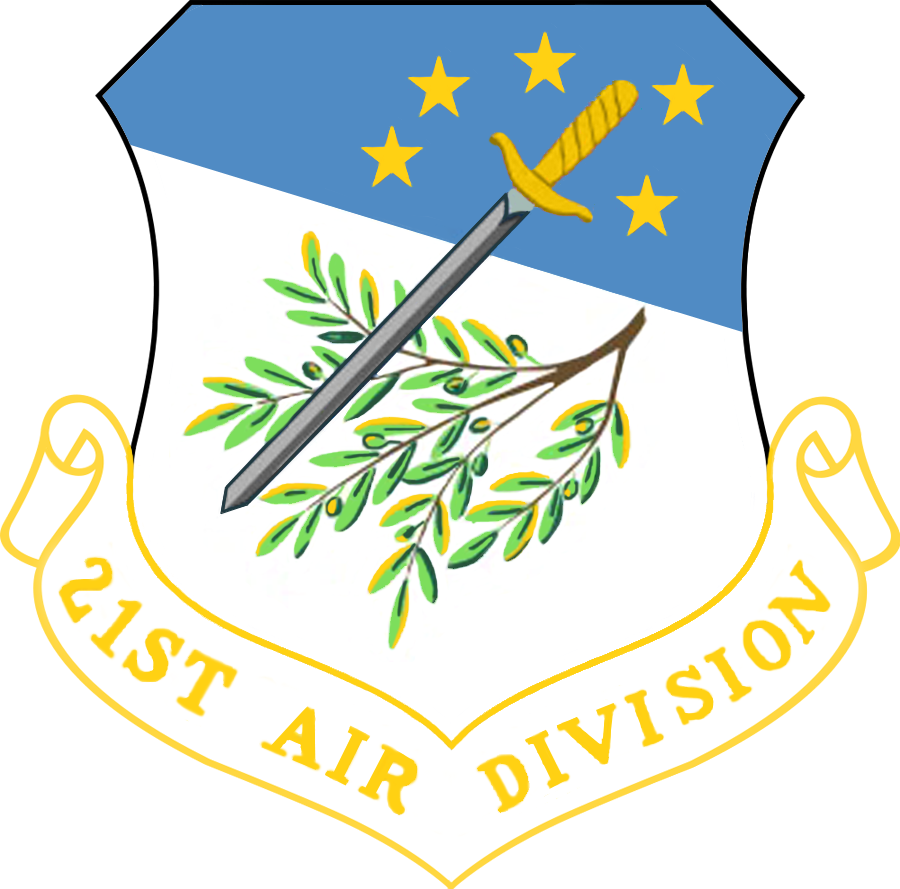
제21항공사단
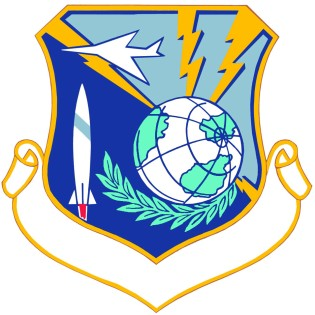
제22전략항공우주사단
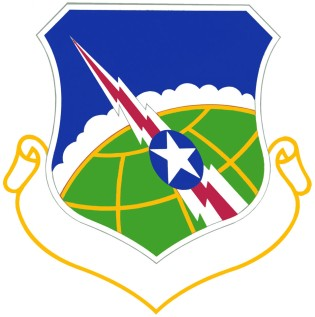
제23항공사단
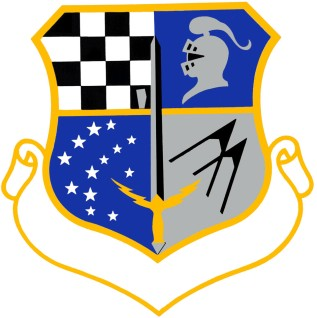
제24항공사단
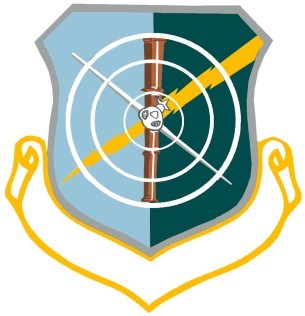
제25항공사단
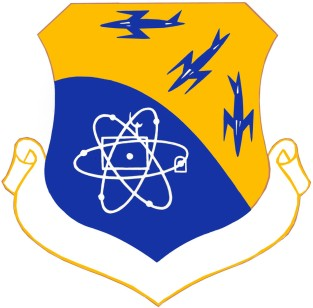
제26항공사단
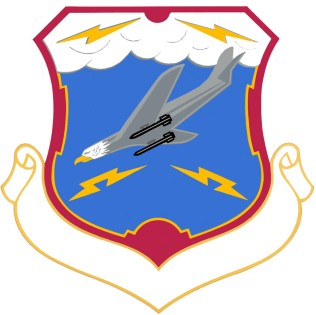
제27항공사단
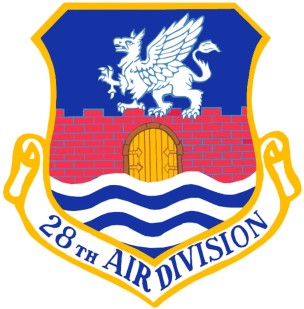
제28항공사단
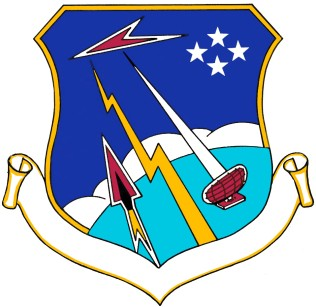
제29항공사단
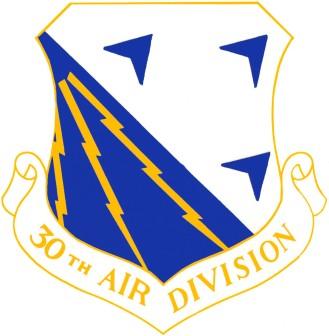
제30항공사단
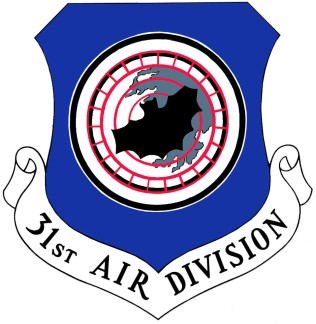
제31항공사단
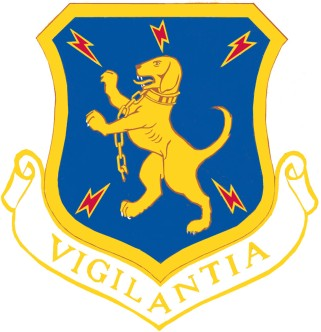
제32항공사단
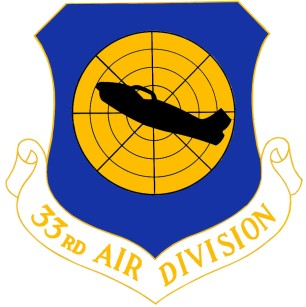
제33항공사단
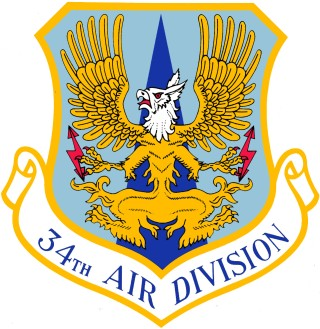
제34항공사단
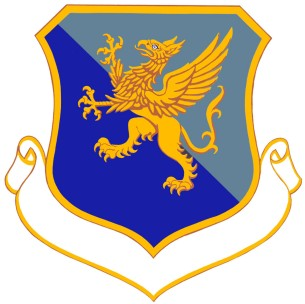
제35항공사단
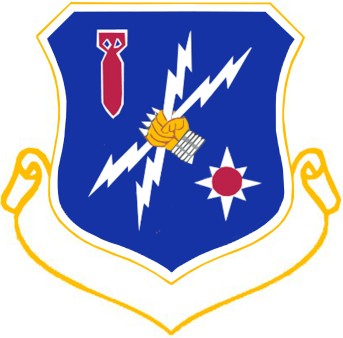
제36항공사단
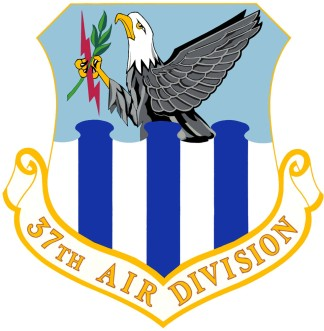
제37항공사단
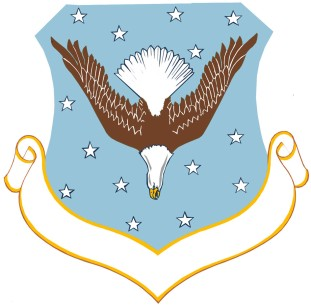
제38항공사단
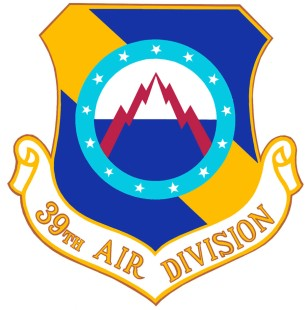
제39항공사단
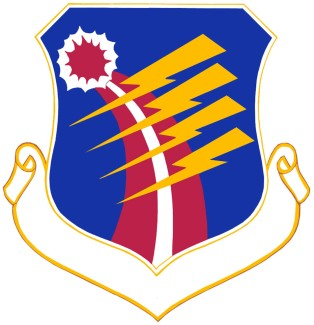
제40항공사단
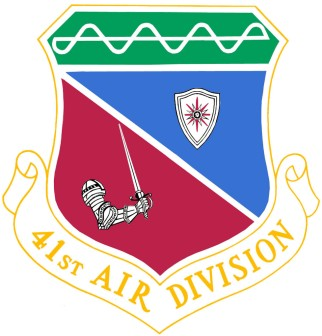
제41항공사단
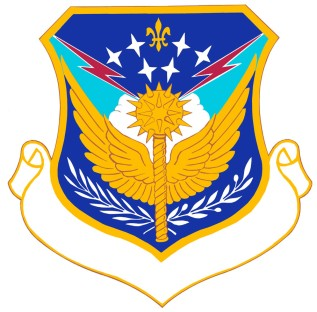
제42항공사단
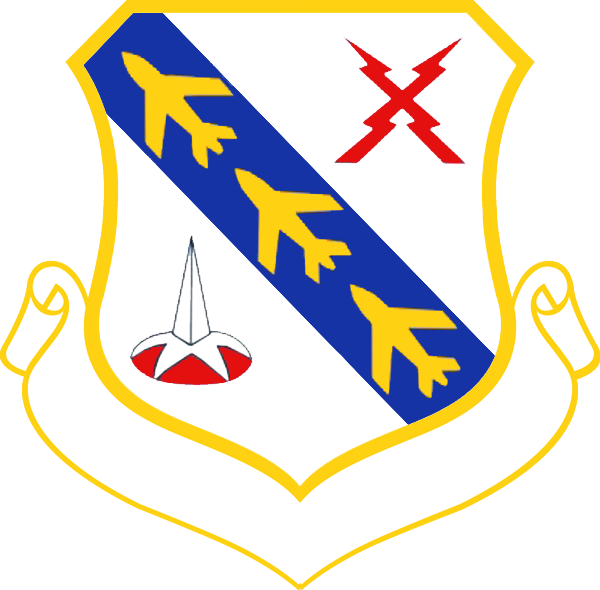
제43항공사단
제44항공사단
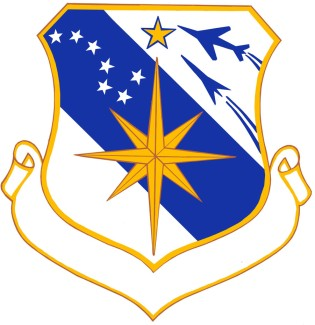
제45항공사단
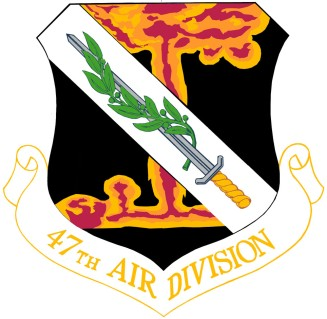
제47항공사단
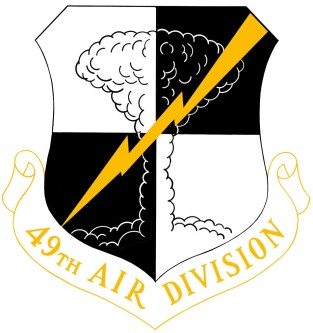
제49항공사단
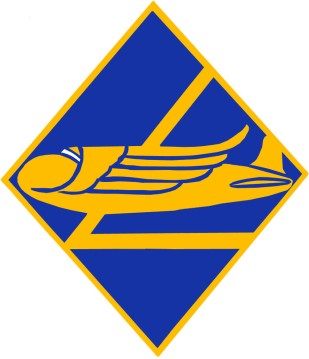
제50항공사단
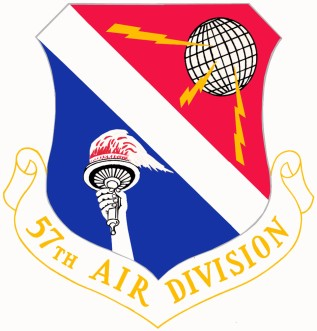
제57항공사단
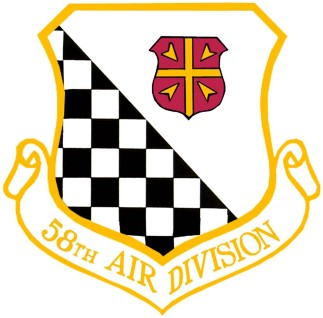
제58항공사단
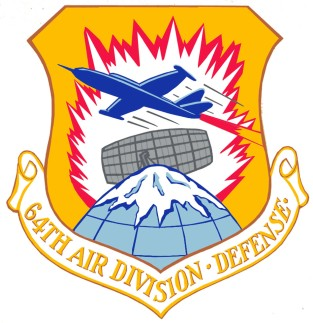
제64항공사단
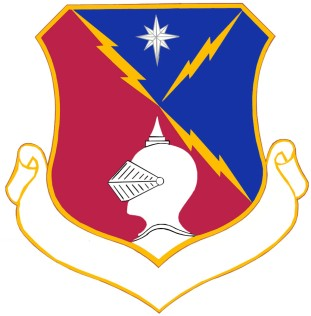
제65항공사단
제69항공사단
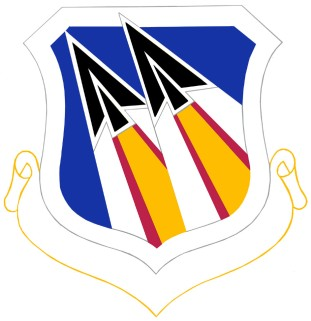
제73항공사단
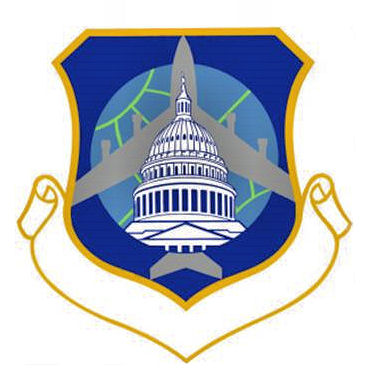
제76항공사단
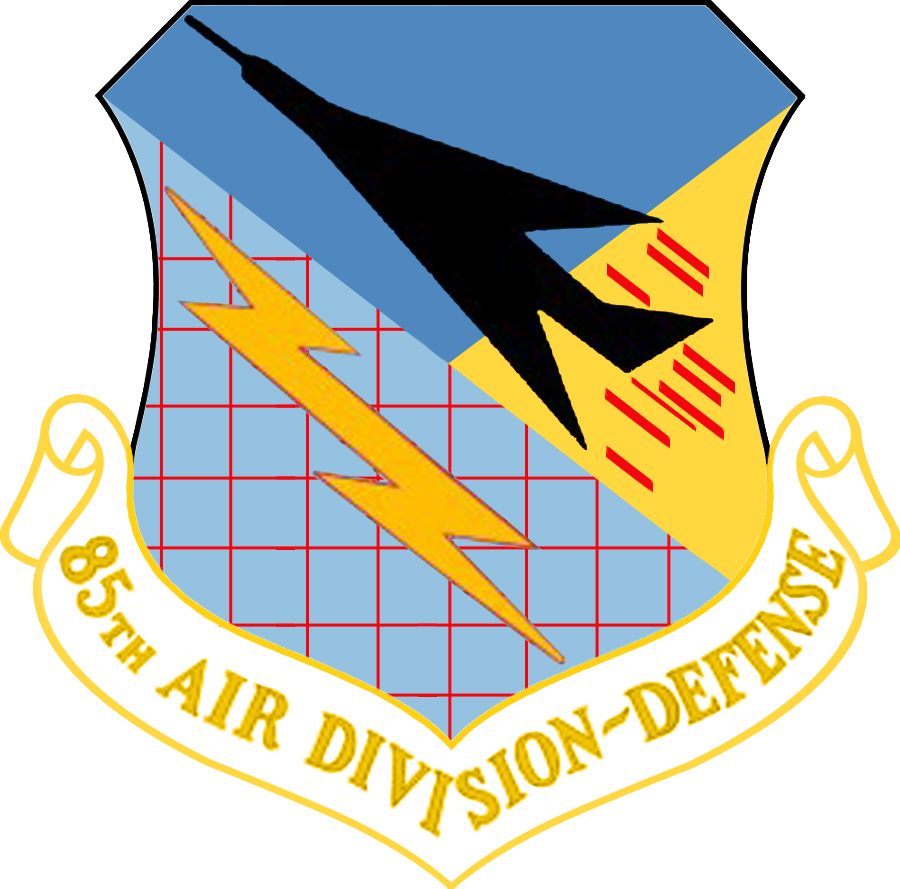
제85항공사단
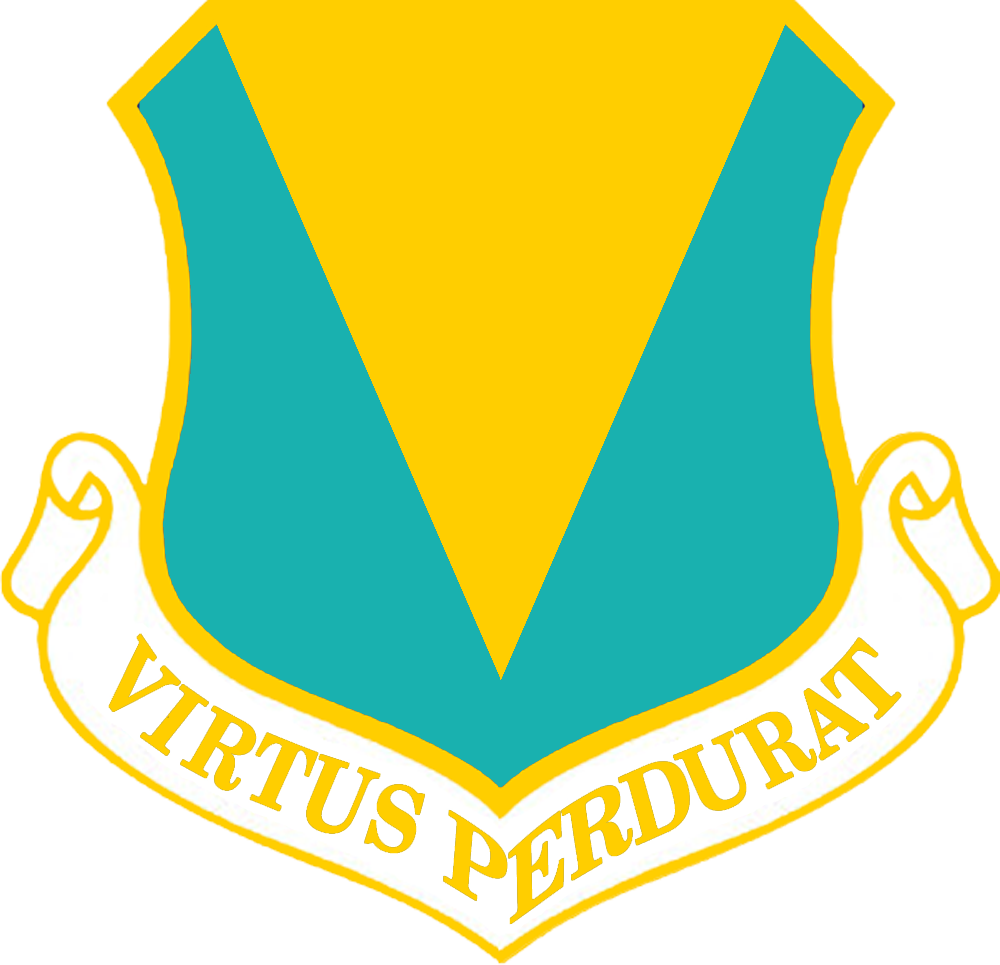
제86항공사단
제90항공사단
제91항공사단
제96항공사단
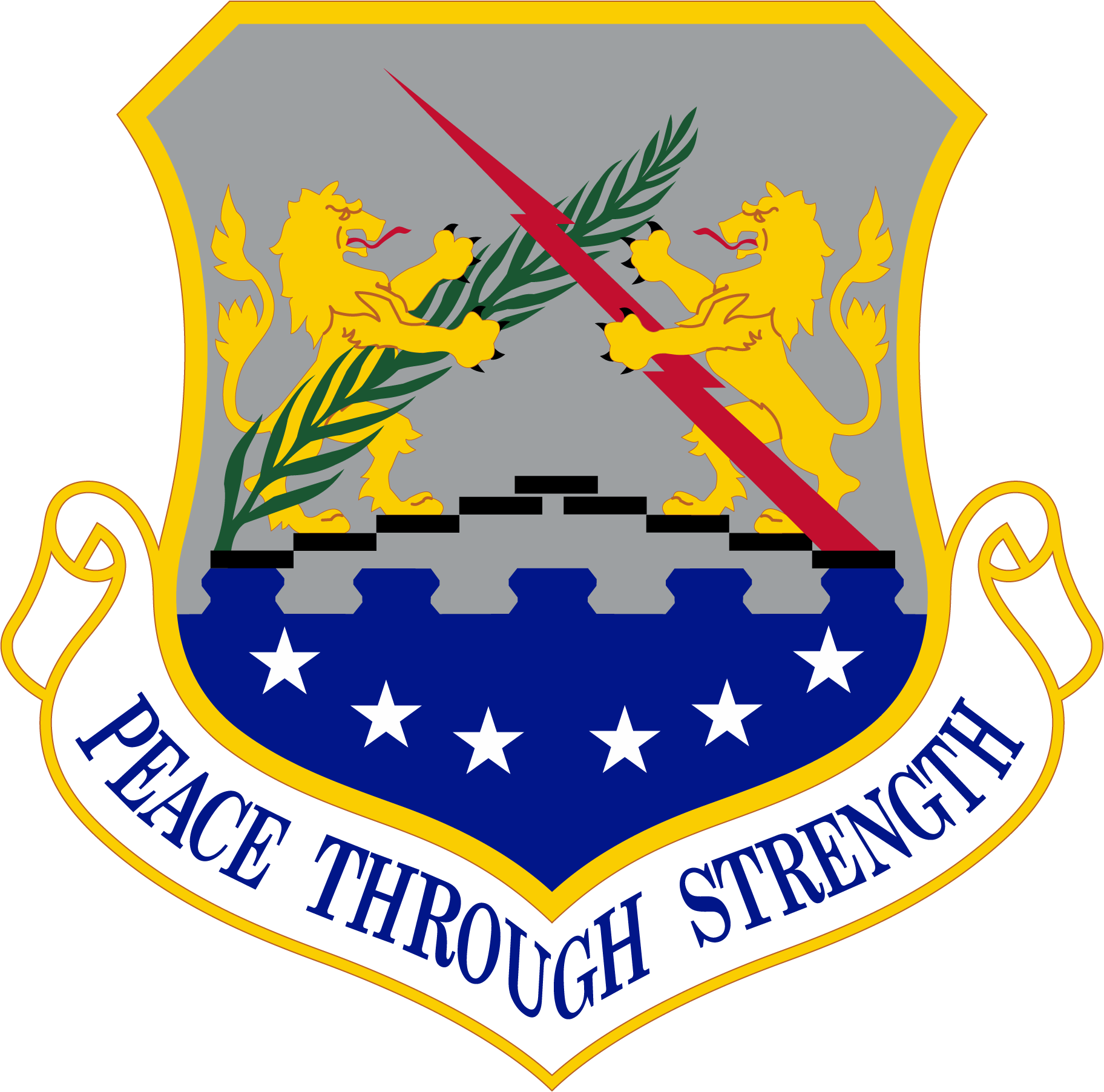
제100항공사단
제302항공사단
제304항공사단
제305항공사단
제307항공사단
제309항공사단
제310항공사단
제311항공사단
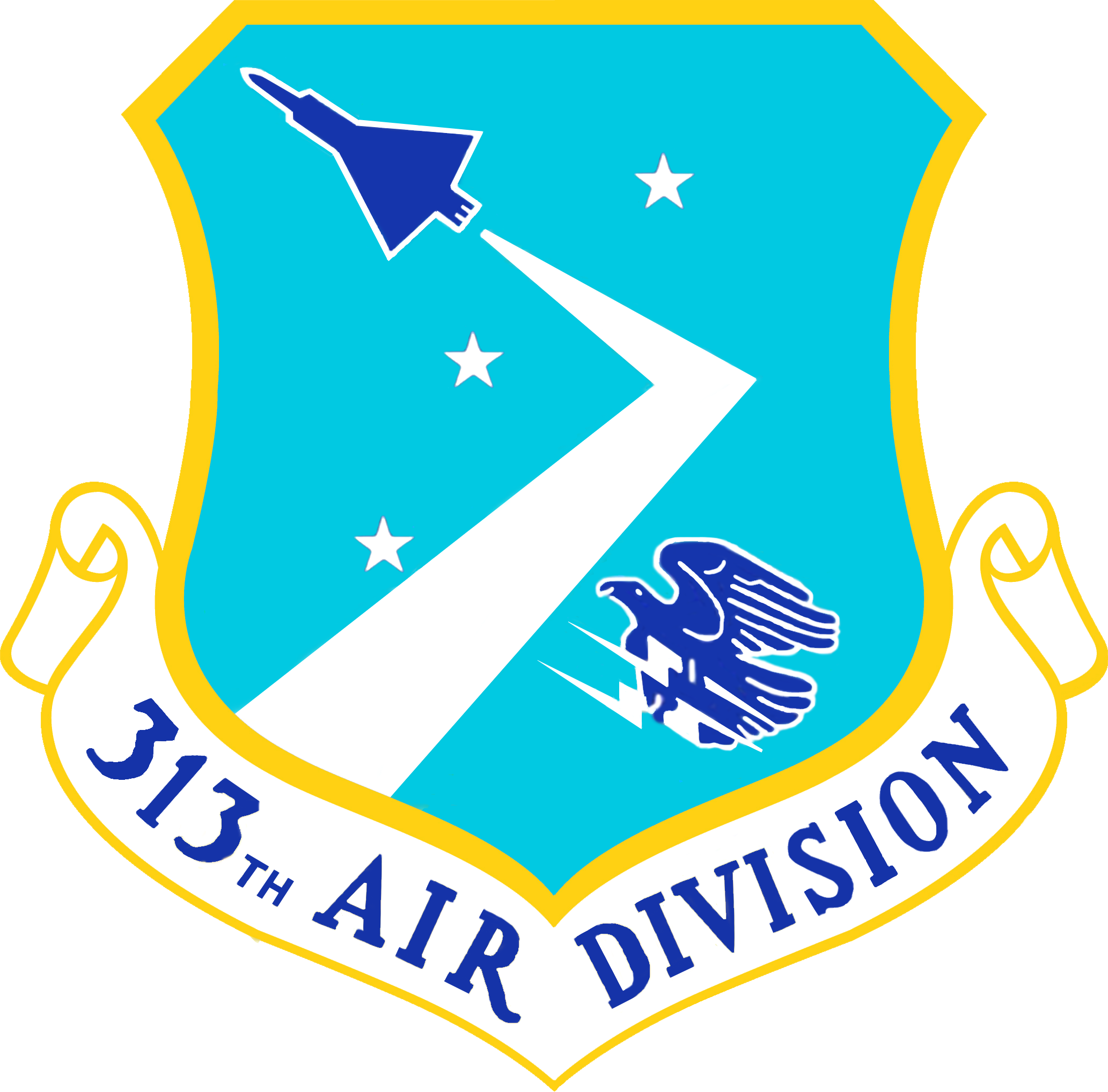
제313항공사단
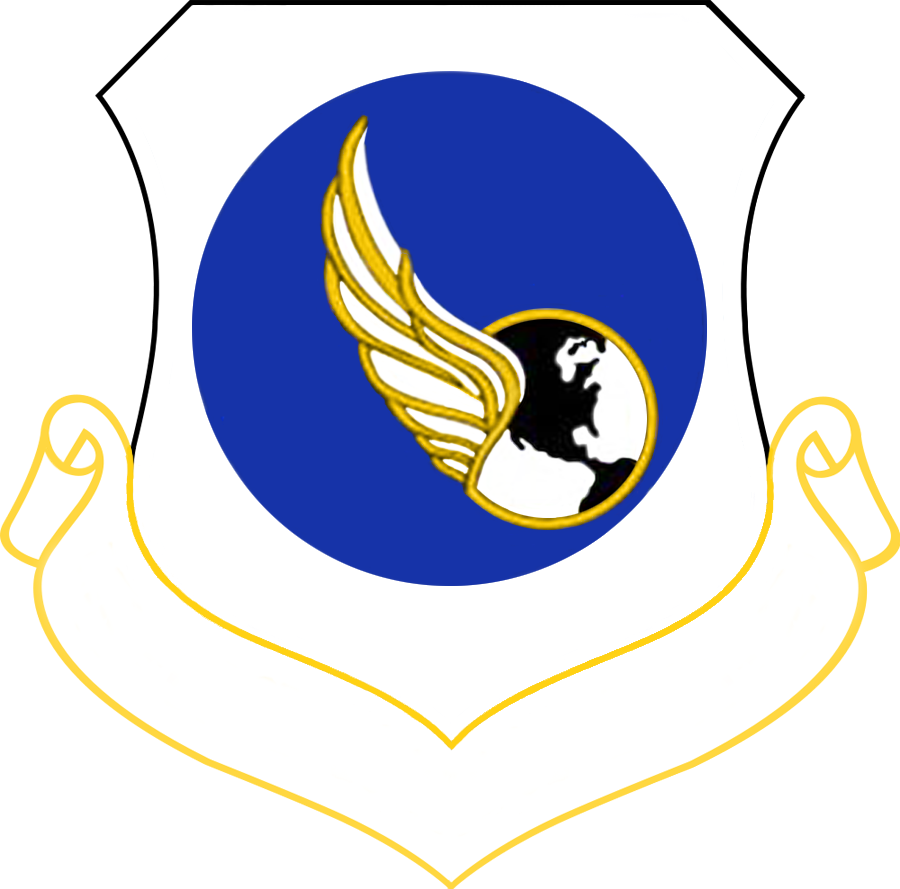
제314항공사단
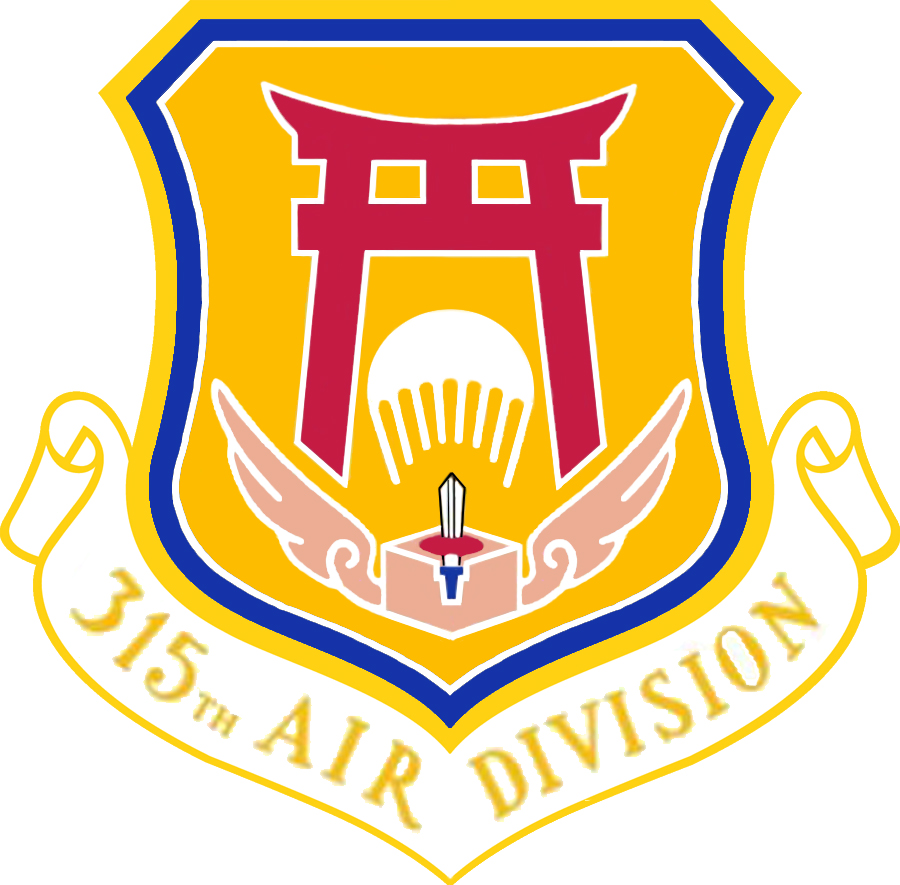
제315항공사단
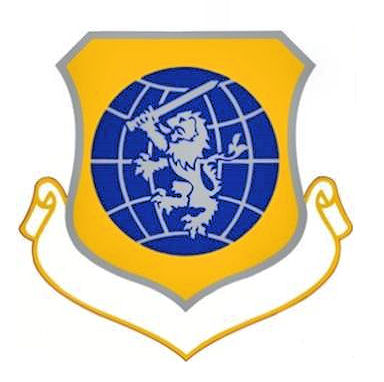
제316항공사단
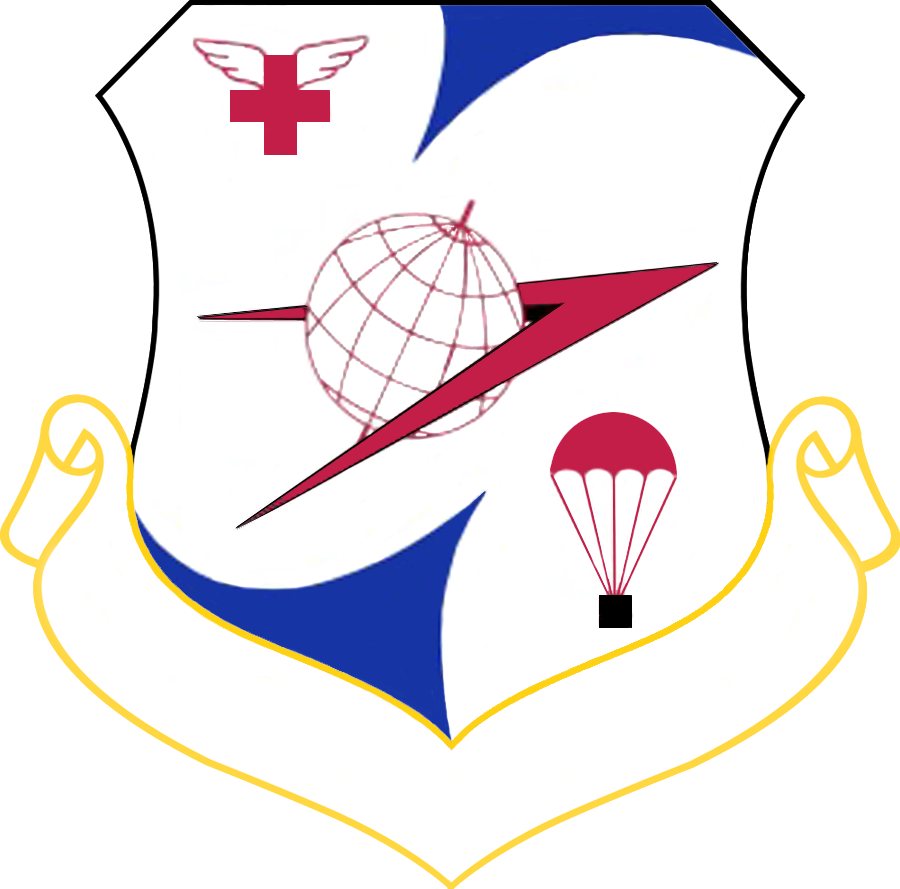
제322항공사단
제323항공사단
제325항공사단
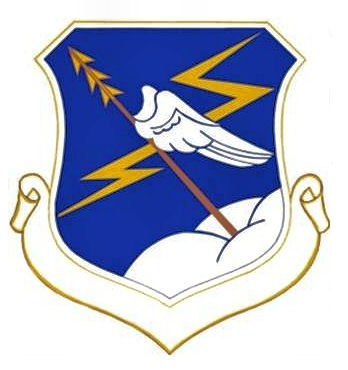
제326항공사단
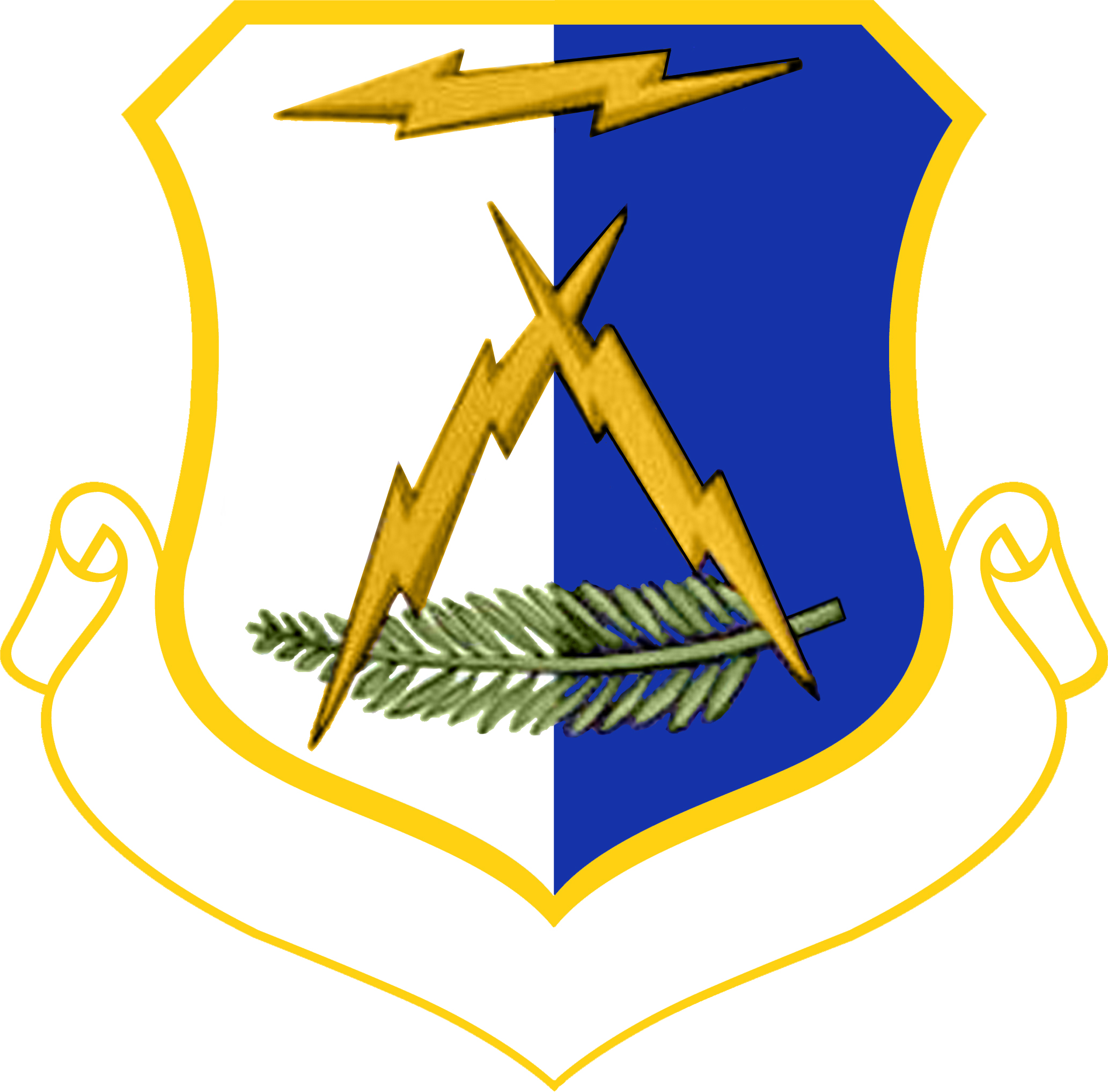
제327항공사단
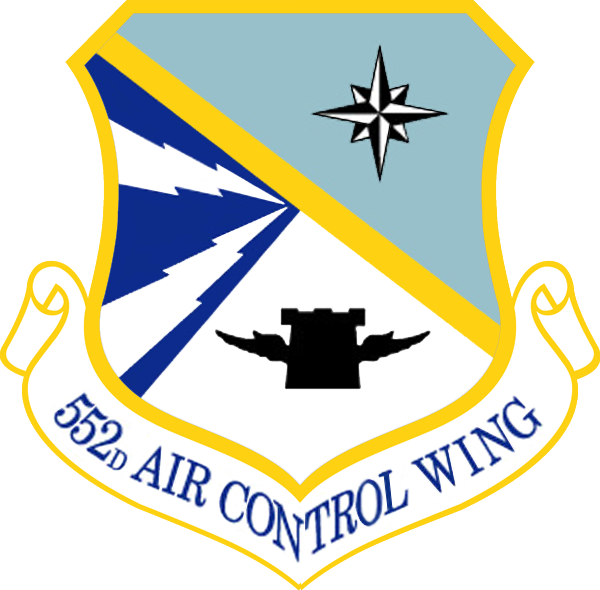
제552공중경보통제사단
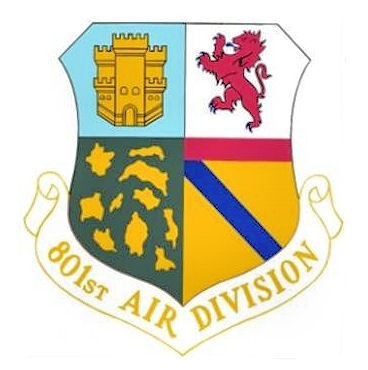
제801항공사단
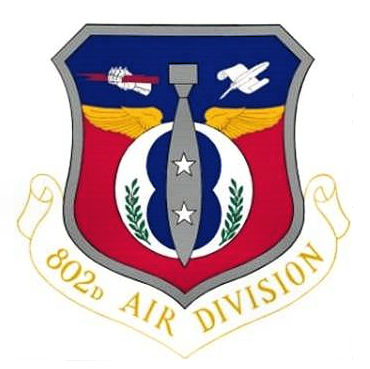
제802항공사단
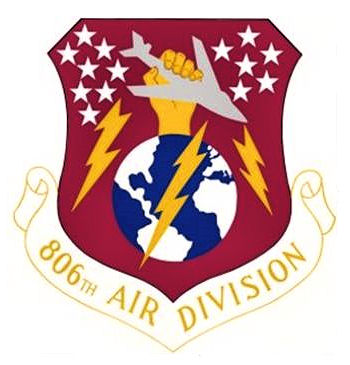
제806항공사단
제810전략항공우주사단
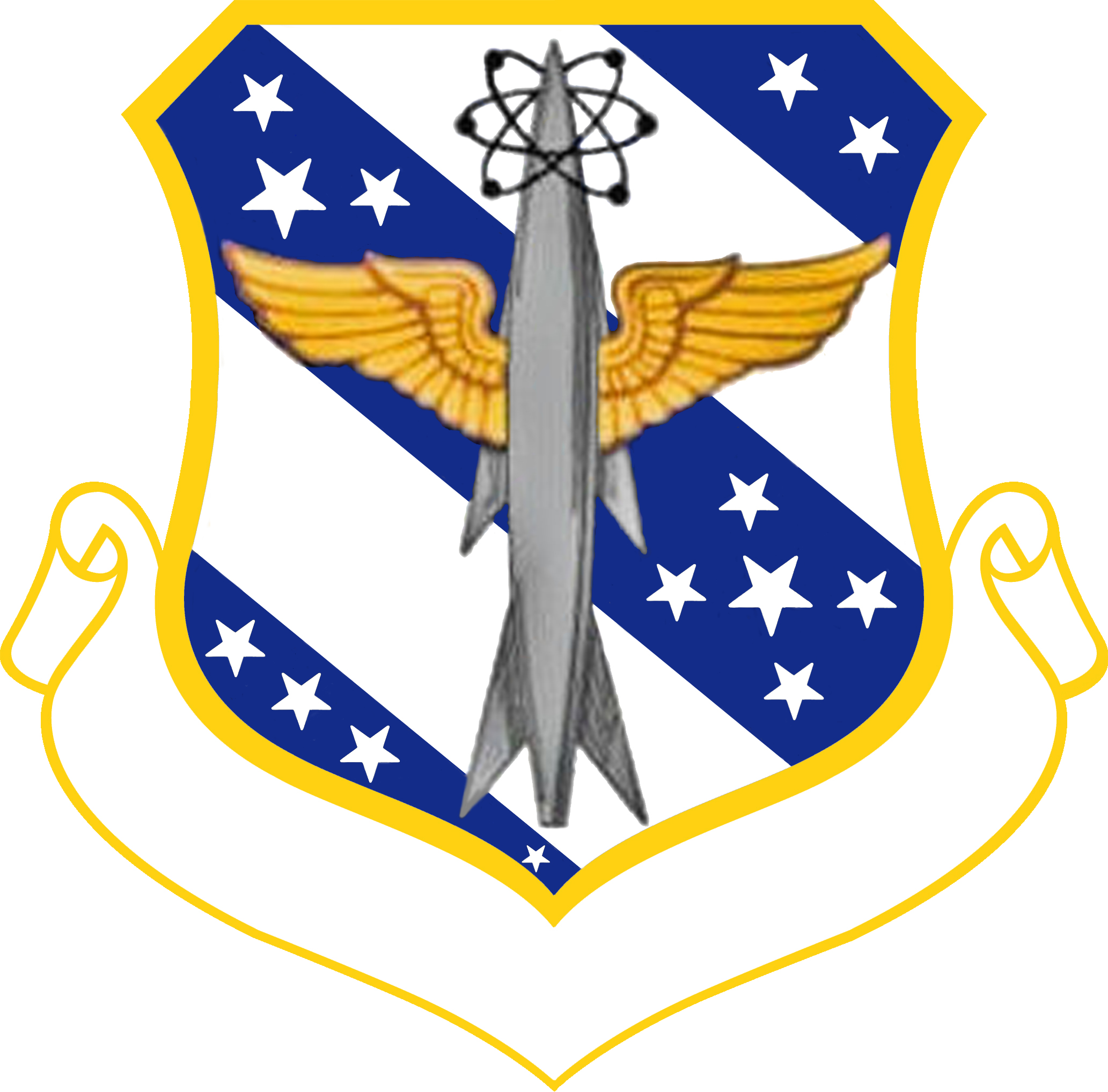
제813전략항공우주사단
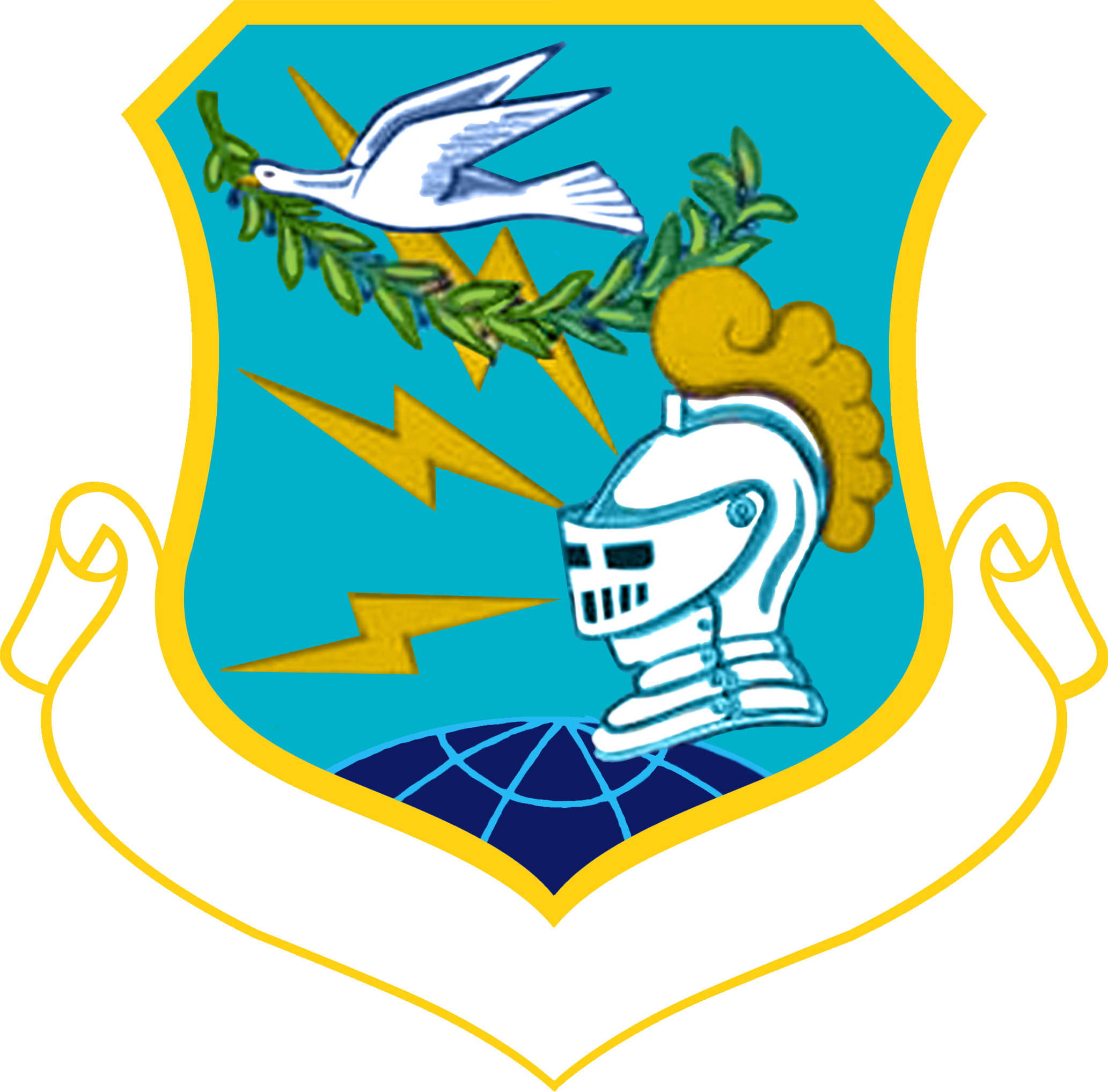
제816전략항공우주사단
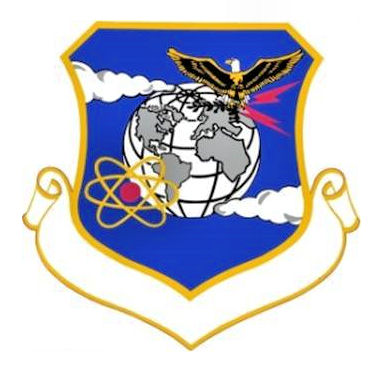
제817항공사단
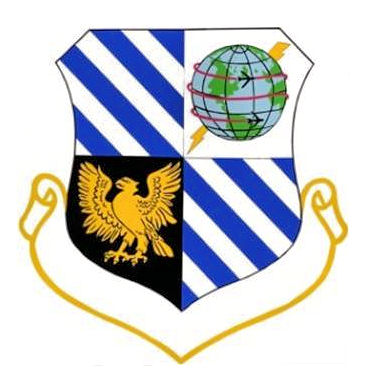
제818전략항공우주사단
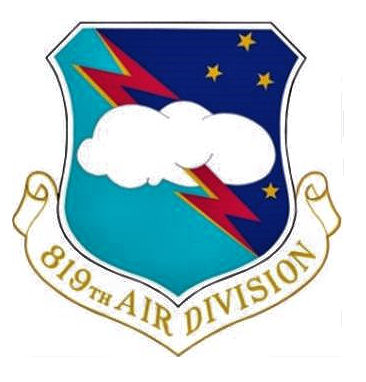
제819전략항공우주사단
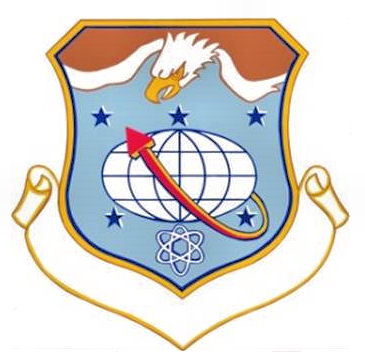
제820전략항공우주사단
제821전략항공우주사단
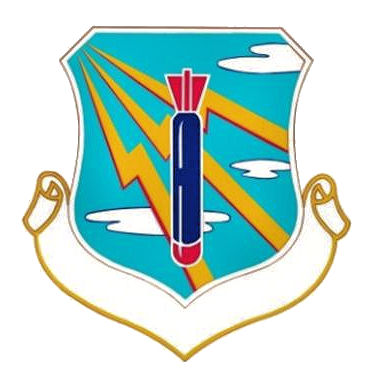
제822항공사단
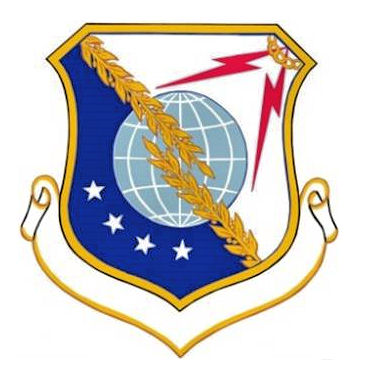
제823항공사단
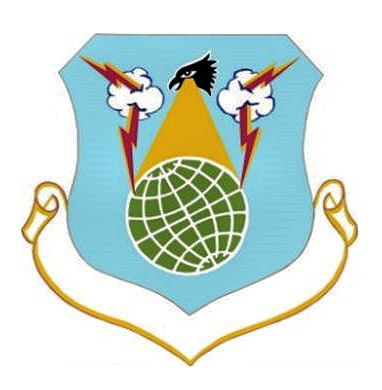
제825전략항공우주사단
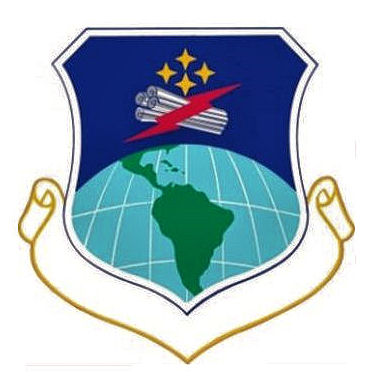
제830항공사단
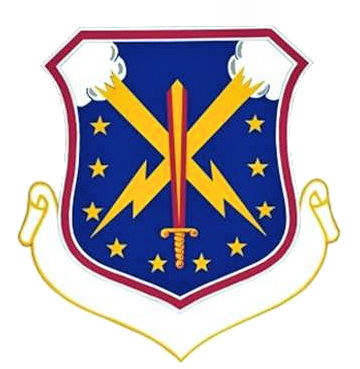
제831항공사단
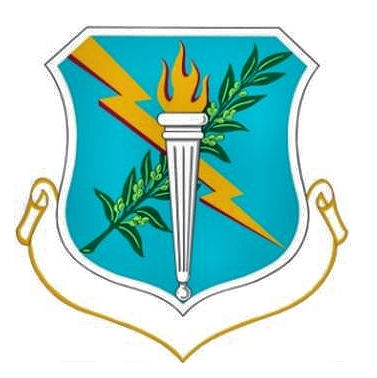
제832항공사단
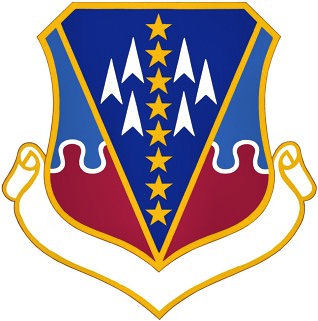
제833항공사단
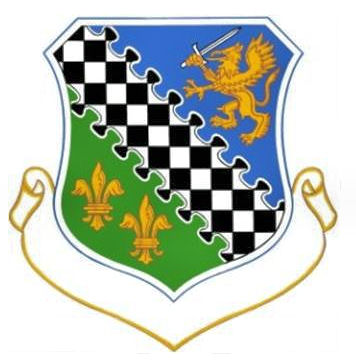
제834항공사단
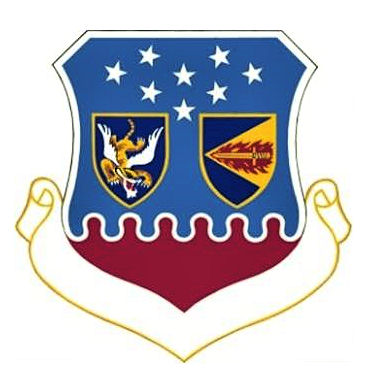
제835항공사단
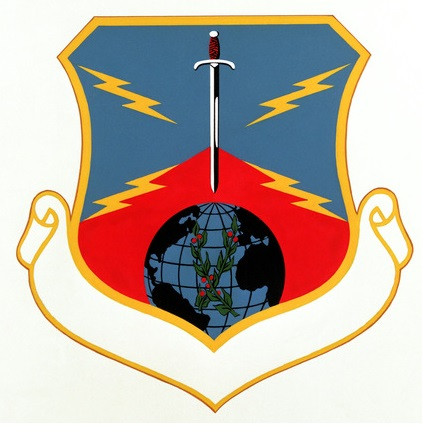
제836항공사단
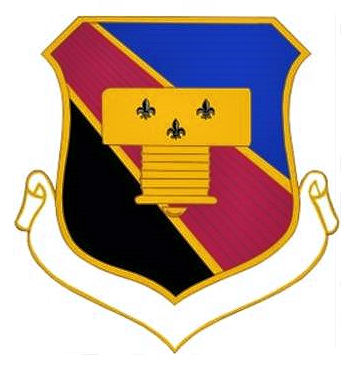
제837항공사단
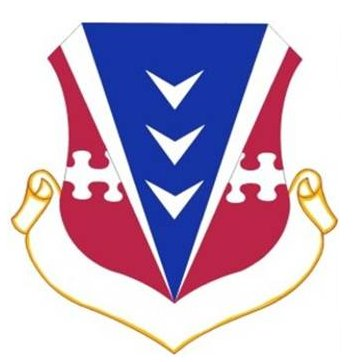
제838항공사단
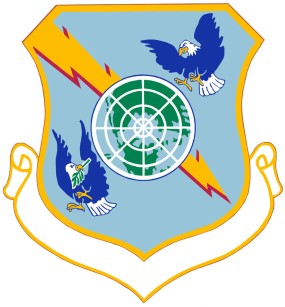
제839항공사단
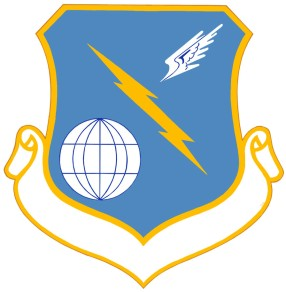
제840항공사단
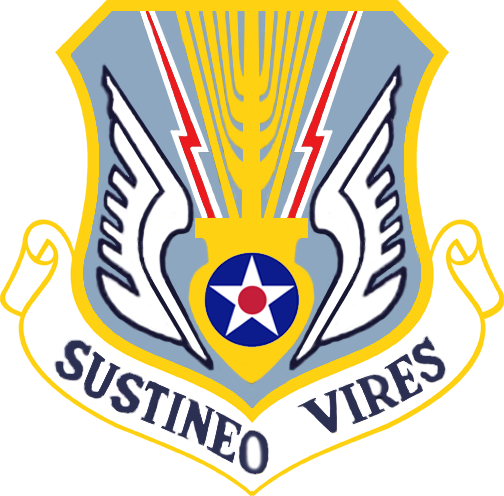
제7217항공사단

### 임시 항공사단
- 제1임시항공사단 ( Air Division, Provisional, 1); 1962년 ~ 1963년, 홈스테드 공군기지 (쿠바 미사일 위기)
- 제2임시항공사단 ( Air Division, Provisional, 2); 1962년 ~ 1963년, 맥코이 공군기지 (쿠바 미사일 위기)
- 제3임시항공사단 (Air Division, Provisional, 3)
1948년 7월 ~ 8월 마햄 왕립공군기지 (RAF Marham)
1962년–1963년, 맥딜 공군기지 (쿠바 미사일 위기)
- 제14항공사단 (임시)
- 제15항공사단 (임시)
- 제17임시항공사단; 1972년~1975년, 유 타파오 왕립태국공군기지 )아크라이트 작전)
- 제17항공사단 (임시)
- 제57임시항공사단 (Air Division, Provisional, 57); 1972년 ~ 1973년, 앤더슨 공군기지 아크라이트 작전
- 제301임시항공사단 (Air Division, Provisional, 301); 1948년 8월 ~ 9월, 오키나와
- 제810임시항공사단 (Air Division, Provisional, 810); 1972–1973 미넛 공군기지 (조직 시험)
- 제813임시항공사단 (Air Division, Provisional, 813); 1954년 6월 ~ 7월, 파인캐슬 공군기지
- 제1610항공사단 (임시)
- 제4310항공사단
- 제4480항공사단 (Air Division, Provisional, 4400); 1965년 ~ 1966년, 마운틴홈 공군기지
- 제4481항공사단 (Air Division, Provisional, 4481); 1964년 1월 ~ 7월. 잉글랜드 공군기지
- 제7749항공사단 (Air Division, Provisional, 7749) 1948년 7월 ~ 9월 독일 캠프 린지

### 명칭 항공사단
- 임시 예비항공사단 (Air Division, Reserve, Provisional); 1958년 10월 ~ 11월 도널드슨 공군기지 (훈련지휘부대)
- 안틸레스 항공사단(Antilles Air Division; 1948년 ~ 1949년 레이미 공군기지
- 파인콘 항공사단 (Pine Cone Air Division); 1959년 3월 ~ 7월 쇼 공군비행장 (훈련지휘부대)
- 남부항공사단
- 유콘 항공사단 (Yukon Air Division; 1948년 4월 ~ 6월, 라드 공군비행장